# North Borneo Chartered Company

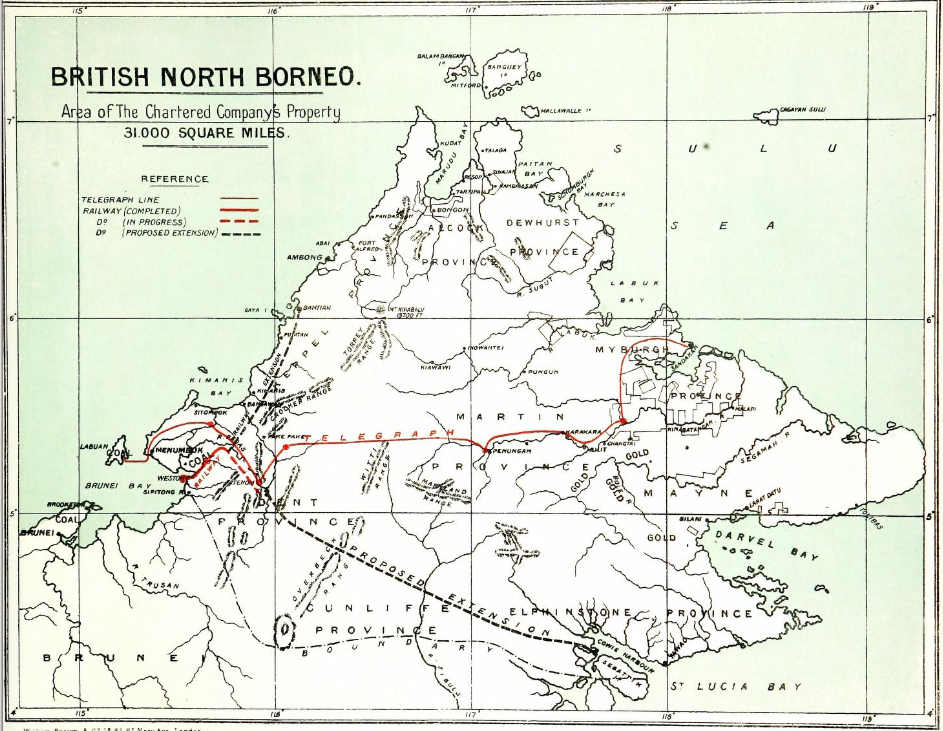
Les terres propriétés de la compagnie.

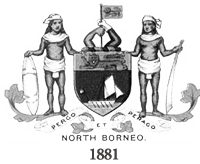
Logo de la NBCC/BNBC.

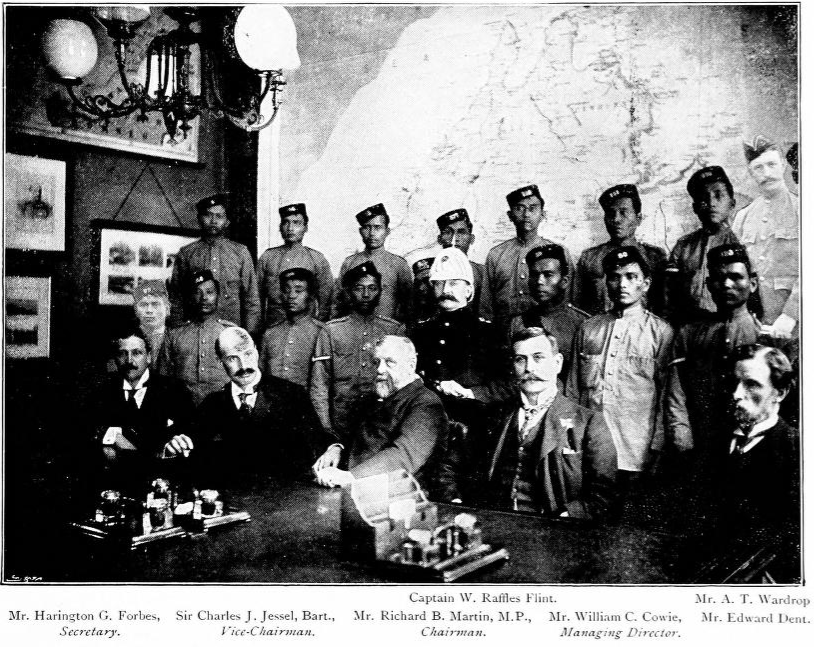
Le bureau des Directeurs.

La North Borneo Chartered Company ou NBCC (« Compagnie à charte de Bornéo du Nord ») ou British North Borneo Company ou BNBC (« Compagnie britannique de Bornéo du Nord ») était une compagnie à charte chargée d'administrer le Bornéo du Nord (aujourd'hui le Sabah en Malaisie) dès août 1881 (il s'agissait alors d'une association provisoire du Bornéo du Nord britannique, qui deviendra la NBCC en mai 1882).
Le Bornéo du Nord est devenu par la suite un protectorat de l'Empire britannique dont les affaires intérieures restèrent administrées par la compagnie jusqu'en 1946, date à laquelle elle est devenue une colonie de la Couronne. La principale devise était Pergo et Perago qui en latin signifie « je m'engage et j'atteins ». Le premier président de la société est Alfred Dent.
En 1882, la Compagnie du Bornéo du Nord installe un établissement sur Pulau Gaya. Un an après, la société à charte a reçu le mandat de gouverner le Sabah. Cependant, en 1897, cette colonie a été brûlée lors d'un raid mené par un chef tribal du Sabah et n'a jamais été rétablie. Par la suite.
Cette société était localement connue sous le nom de Syarikat Borneo Utara British, et les habitants la critiquaient à cause des impôts qu'elle collectait.
L'établissement de la loi et l'ordre, ainsi que le recrutement de policiers sikhs en Inde du Nord a été l'un des premiers rôles de la NBCC. Puis ce fut l'expansion du commerce, le système de gouvernement, la création de tribunaux destinés à faire respecter les lois et appliquer les peines, la construction d'une ligne de chemin de fer de Jesselton à Tenom et l'encouragement de la récolte et du commerce de troc des produits de l'agriculture locale, ainsi que la création de plantations.

## Les Présidents de la Compagnie
À la tête de la compagnie se trouvait le chairman of the board of Directors, appelé officiellement « Président » dès 1910 :
| Chairman de la Compagnie britannique de Bornéo du Nord   |                          |
| 1882 - 1893                                              | Sir Rutherford Alcock    |
| 1893 - 1903                                              | Richard Biddulph Martin  |
| 1903 - 1909                                              | Sir Charles James Jessel |
| 1909 - 14 septembre 1910                                 | William Clarke Cowie     |
| Présidents de la Compagnie britannique de Bornéo du Nord |                          |
| 1910 - 1926                                              | Sir Joseph West Ridgeway |
| 3 février 1926 - 15 juillet 1946                         | Sir Neill Malcolm        |

## Sources
- Owen Rutter : British North Borneo - An Account of its History, Resources and Native Tribes, Constable & Company Ltd, London, 1922
- Regina Lim : Federal-state relations in Sabah, Malaysia: the Berjaya administration 1976-85, Institute of Southeast Asian Studies, 2008,  (ISBN 978-981-230-811-5)
- W. H. Treacher : British Borneo - Sketches of Brunai, Sarawak, Labuan and North Borneo, Singapore, Government print department, 1891
- K. G. Tregonning : A History Of Modern Sabah (North Borneo 1881-1963), 2. Ausgabe, University of Malaya Press, Kuala Lumpur, 1965, Reprint 1967